# Porvenir (kommun)
Porvenir är en kommun i Chile.   Den ligger i provinsen Provincia de Tierra del Fuego och regionen Región de Magallanes y de la Antártica Chilena, i den södra delen av landet, 2 200 km söder om huvudstaden Santiago de Chile.
Trakten runt Porvenir består i huvudsak av gräsmarker. Trakten runt Porvenir är nära nog obefolkad, med mindre än två invånare per kvadratkilometer.